# هلنا (میسیسیپی)
هلنا (به انگلیسی: Helena) مکانی در ایالت میسیسیپی کشور ایالات متحده آمریکا است که جمعیت آن در سرشماری سال ۲۰۱۰ میلادی، ۱٬۱۸۴
نفر بوده‌است.